# Sarcochilus hillii
Sarcochilus hillii là một loài thực vật có hoa trong họ Lan. Loài này được (F.Muell.) F.Muell. miêu tả khoa học đầu tiên năm 1860.